# Diogo de Contreiras
Diogo de Contreiras foi um pintor maneirista português ativo entre 1521 e 1562, e que foi até algum tempo identificado como o Mestre de São Quintino. Inicialmente confundido com a última fase de Gregório Lopes, nomeadamente por Luís Reis Santos (1954), embora sempre autonomizado por Reynaldo dos Santos (1950), o Mestre de São Quintino foi estudado em profundidade por Martin Sória (1957) que reuniu à volta deste mestre um conjunto de mais de três dezenas de pinturas, reforçadas por outras atribuições posteriores de Vítor Serrão.
A identificação do Mestre de São Quintino com Diogo de Contreiras é efetuada, pela primeira vez, por Vítor Serrão, em 1977-1978, e mais tarde por Joaquim Oliveira Caetano.

## Vida e obra
As suas primeiras obras registadas foram decorações efêmeras realizadas para a entrada triunfal de D. Manuel e de sua terceira mulher D. Leonor de Áustria, em Lisboa, em 1521; cerca de 429 bandeiras, pagas pela Câmara de Lisboa, elaboradas juntamente com os pintores Álvaro Pires, Diogo Gonçalo, Martins Fernandes e Fernão de Oliveira. 
Em 1537 pinta o retábulo da Igreja de São Silvestre de Unhos, encomendado pelo Duque D. Teodósio I e pela Casa de Bragança, que superintendia a Colegiada de Ourém. Deste retábulo sobreviveram em parte (4 tábuas). O primeiro conjunto, datado de 1537-1538, integra duas tábuas principais, com cenas da vida de São Silvestre - S. Silvestre ressuscitando o touro morto em Zambri perante o Imperador Constantino, e A conversão de Constantino, reconhecendo as imagens de S. Pedro e de S. Paulo - uma representação iconográfica rara, acompanhadas por duas predelas com imagens de apóstolos. A par deste conjunto, a Igreja de Unhos possui ainda um outro grupo de quatro painéis, que pertenceriam a um "(...) segundo retábulo (certamente incompleto), talvez para a sacristia (...)", onde se representam São Roque, São Pedro, São Brás e São Sebastião, feitos embora numa fase mais tardia, possivelmente entre 1560-1570.  A igreja foi recentemente classificada pela Portaria do Secretário de Estado da Cultura n.º 454/2012.
Igreja matriz de São Quintino

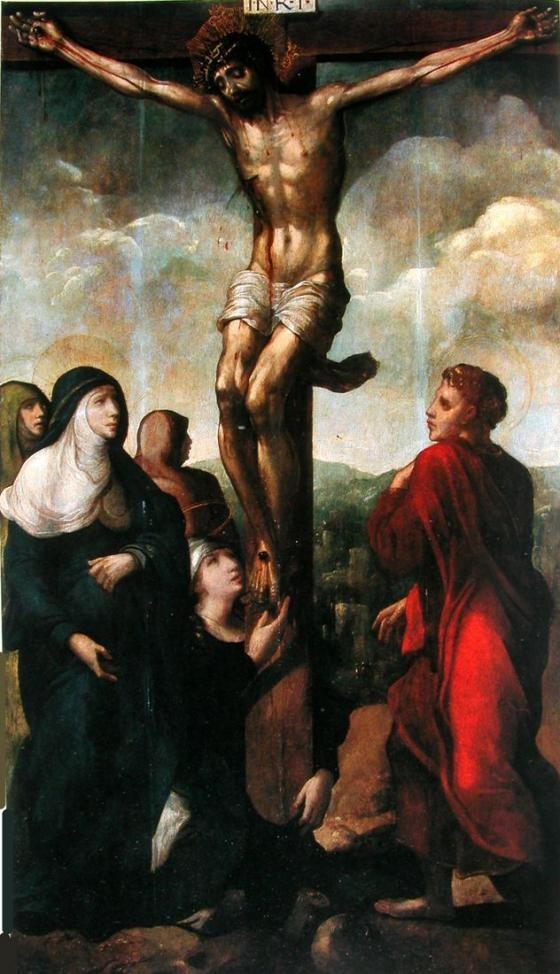
CalvárioIgreja matriz de São Quintino

Um ano mais tarde, em 1539, pinta o retábulo da Igreja de Nossa Senhora das Misericórdias de Ourém, perdido, cujos trabalhos se prolongaram até 1541, tendo custado 80 mil reais. 
Na mesma data, Contreiras pintou um retábulo para o Convento de Santa Maria de Almoster / Igreja de Almoster, por encomenda de D. Gil Eanes da Costa, de que restam ainda três painéis em colecções particulares (Ressurreição, São Vicente e São Sebastião), tendo um outro sido perdido em data recente.. Dois destes painéis, São Vicente e São Sebastião, foram recentemente objecto de venda pela leiloeira Cabral Moncada, provenientes da antiga colecção de D. Ambrósio de Sousa Coutinho.
Diogo de Contreiras lecionou, no Colégio das Artes da Universidade de Coimbra, de 1545 a 1549 e de 1551 a 1555. 
Trabalhou em 1546, pela primeira vez, para o Convento de S. Bento de Cástris, em Évora, certamente de consideráveis dimensões, pois recebeu por ele 100 mil reais, uma elevada quantia, a mesma que deveria ter sido avaliado, em 1538, o retábulo do altar-mor da Igreja Colegiada de Nossa Senhora da Misericórdia de Ourém. Segundo Joaquim Oliveira Caetano, nesta empreitada de 1546, terão sido executados os dois painéis do Martírio das Onze Mil Virgens, hoje no Museu da Sé de Évora, e o quadro de predela com os três santos (São Jerónimo, Santo António e São Dinis), as obras que denotam um maior arcaísmo dentro da linha evolutiva do autor, hoje existentes no Museu de Évora. 
Talvez ainda na década de 1540, deve ter executado alguns conjuntos ainda hoje existentes mas indocumentados - os três quadros da Igreja de São Martinho de Sintra, o Díptico do Retábulo de Porto de Luz, representando, respectivamente, Santas Luzia, Eulália, Apolónia, e Bárbara e os Santos Paulo, Marçal, António e Vicente acompanhando o doador, os painéis da Igreja de S. Quintino de Serramena (Sobral de Monte Agraço), os retábulos da Igreja de São Leonardo de Autoguia da Baleia, com o painel de S. Leonardo, o retábulo da Igreja Paroquial de Sta. Catarina, no concelho das Caldas da Rainha.
Em 1543, executa o retábulo do altar-mor da Igreja Matriz da Ega (Condeixa-a-Nova), inicialmente atribuído a Gregório Lopes, um tríptico que apresenta no painel central a representação de Nossa Senhora da Graça, padroeira da igreja, tendo como volantes a Conversão de São Paulo e a Queda de Simão Magno. Esta obra foi mandada executar por D. Afonso de Lencastre, comendador de Ega, representado como o cavaleiro ajoelhado junto à Virgem na composição central do conjunto.
De 1547 está atribuída à sua oficina uma tela sobre O Baptismo de Cristo, na Igreja de São Francisco, em Alenquer.
Em 1551 ocupa o cargo de examinador dos pintores lisboetas, na companhia de António de Espinhosa e António de Aguiar.
Entre 1552 e 1554, realiza para o mesmo Convento de S. Bento de Cástris, em Évora, o grande quadro Pregação de São João Baptista, existente hoje no Museu Nacional de Arte Antiga. Contreiras recebeu pela obra 30 mil reais, distribuídos ao longo de três anos, em trigo e dinheiro.
Em 1553-1554, pintou igualmente um retábulo para a "igreja de fora" do Convento de Sta. Clara de Santarém, hoje desaparecido.
Diogo de Contreiras, conforme defendeu Joaquim Oliveira Caetano, foi solicitado pela clientela religiosa da ilha da Madeira, tendo-lhe sido atribuída a autoria de várias pinturas esparsas da Capela do Espírito Santo da Igreja Matriz de Machico (como A última ceia, Pentecostes e Santíssima Trindade); na Capela Madre de Deus, no Caniço (o Políptico da Capela da Madre de Deus do Caniço com os painéis de São Tiago Maior, São João Baptista, Santa Catarina de Alexandria e Santo António) e, finalmente, na Sala de Espólio da Igreja de São Brás, no Campanário, os painéis Anunciação, Quo Vadis?, Santo António, S. Bento e Santo Antão e  O Milagre de São Brás que se julga terem pertencido ao antigo Políptico da Igreja de S. Brás do Campanário. Pintou ainda painéis da da Igreja de Santiago Menor, no Funchal.
Acresce acrescentar a estas encomendas, a Lamentação sobre Cristo Morto, executada para a capela-mor da Igreja de S. Miguel Arcanjo, em Vila Franca do Campo na ilha de São Miguel (Açores).
Dois anos volvidos, em 1556, volta a pintar para o Convento de S. Bento de Cástris o Tríptico da Concepção, Nascimento e Infância da Virgem, última obra que lhe conhecemos documentação, hoje no Museu da Sé de Évora. Outros quadros da Colecção Rilvas e de Alpoim Galvão, de uma colecção particular de Faro, etc., documentam o seu labor activo que se pode estender por mais de quatro dezenas de obras, traduzindo a sua importância no contexto da pintura portuguesa quinhentista.
Em 1560 é novamente nomeado examinador dos pintores lisboetas, juntamente com João Guterres e Gaspar Dias.
Desde sua juventude realizou experimentações ousadas na técnica e no estilo. Suas figuras são de um traço ágil e nervoso, carregadas de expressividade, e são coloridas com tons incomuns. O grande apelo emocional de suas pinturas demonstra a profunda identificação do autor com seus temas.

## Obras conhecidas

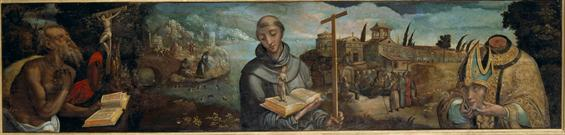
São Jerónimo, Santo António e São DinisMuseu de Évora
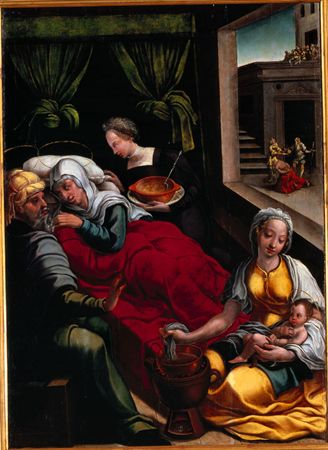
Nascimento de São João BaptistaMuseu de Évora
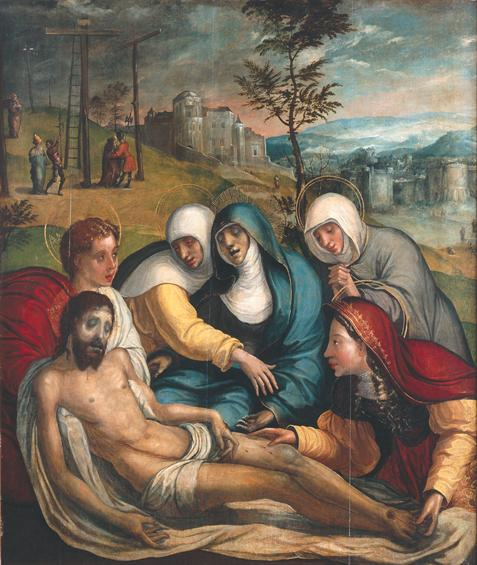
Lamentação sobre Cristo MortoMuseu de Évora
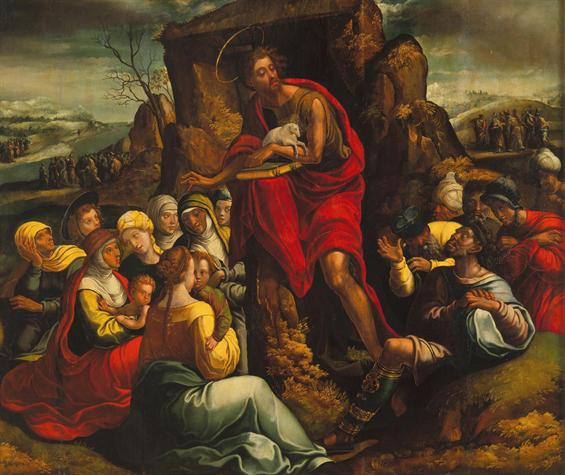
Pregação de São João BaptistaMuseu Nacional de Arte Antiga
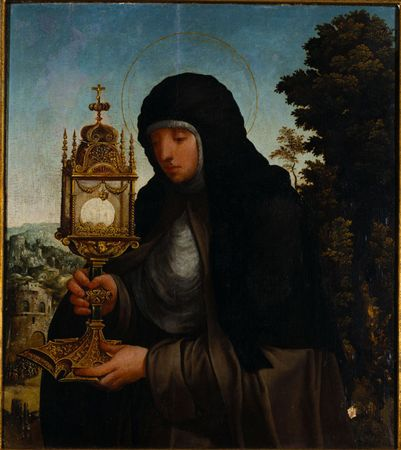
Santa ClaraMuseu de Évora
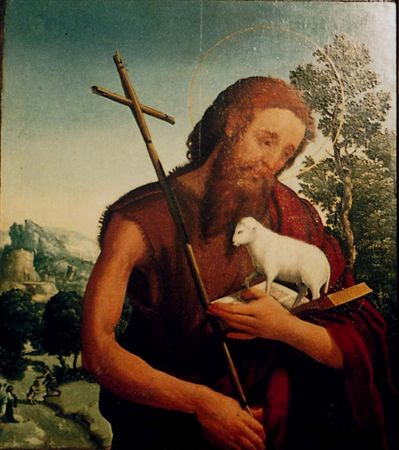
São João BaptistaMuseu de Évora
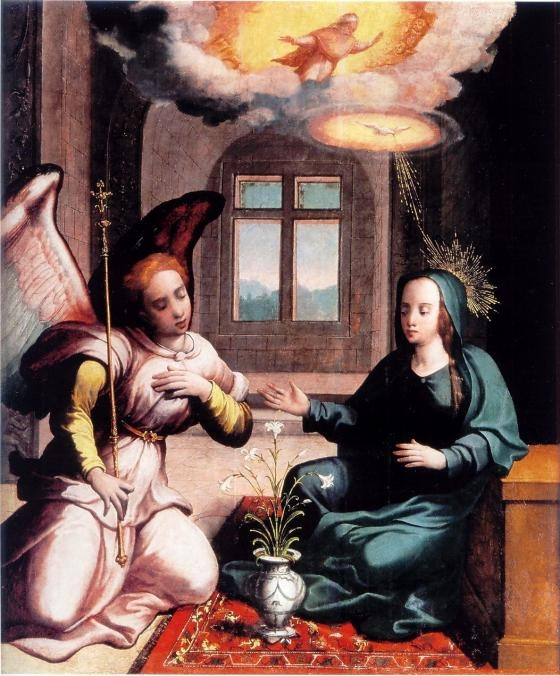
AnunciaçãoDiocese do Funchal
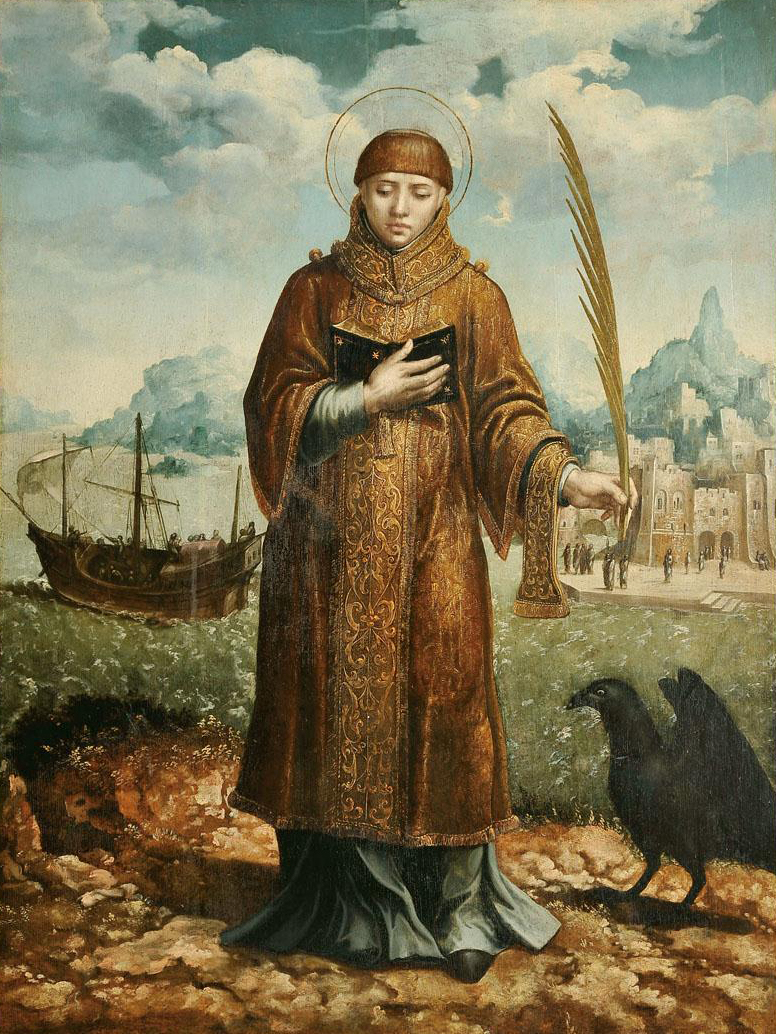
São VicenteColecção particular
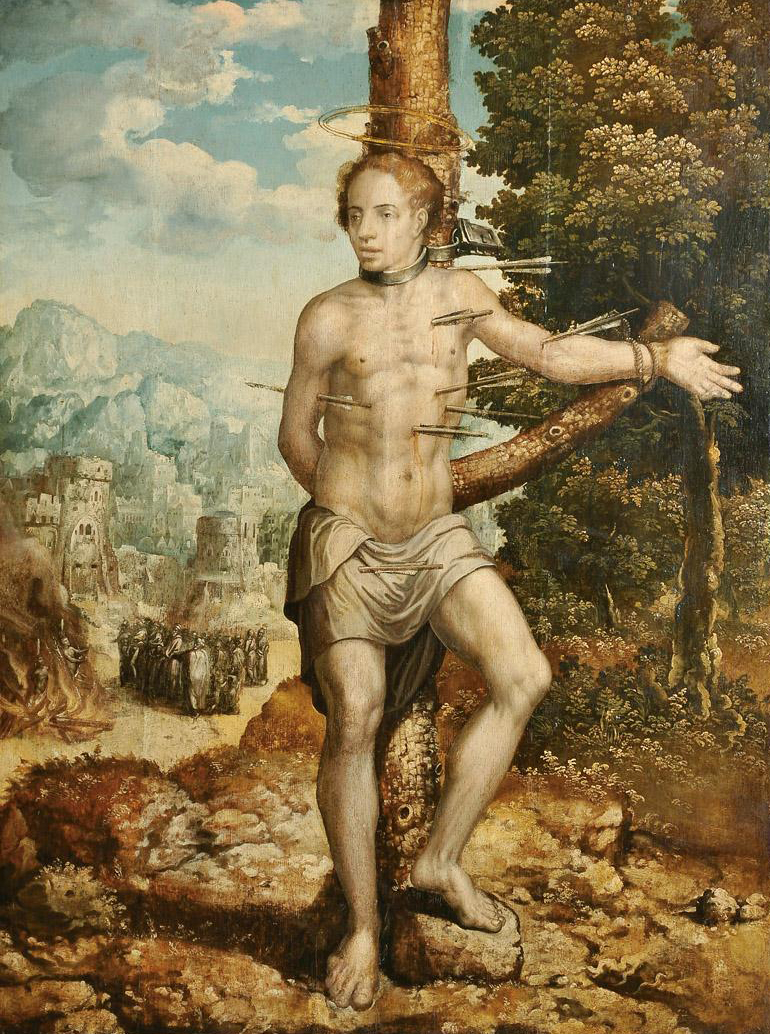
São SebastiãoColecção particular
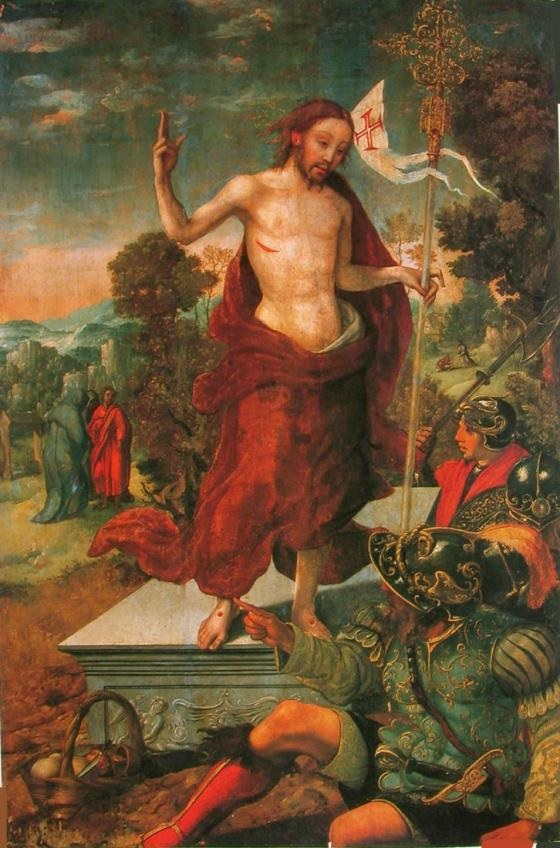
RessurreiçãoColecção particular
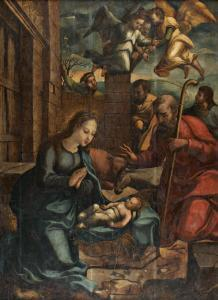
NatividadeColecção particular
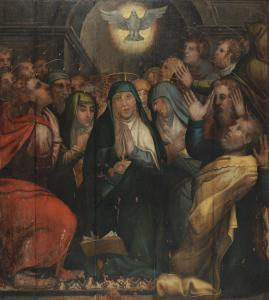
PentecostesColecção particular
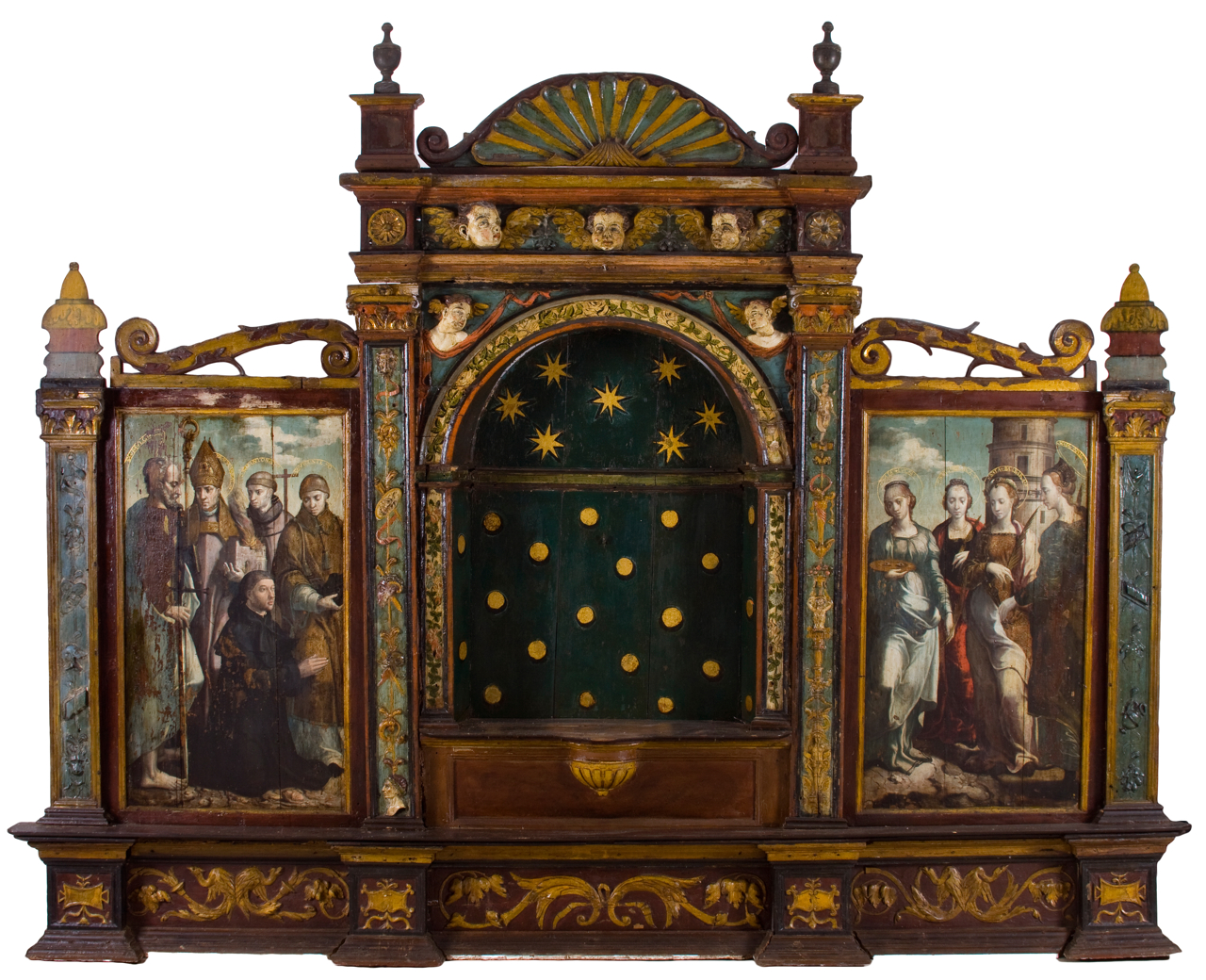
Retábulo de Porto da LuzColecção particular
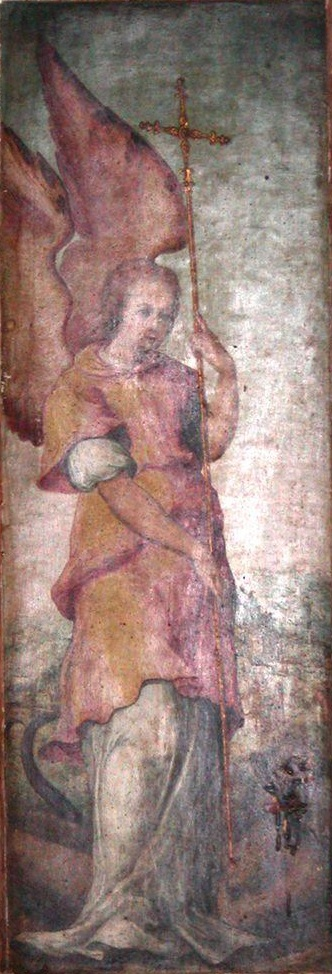
São Gabriel ArcanjoConvento de Santa Clara do Funchal
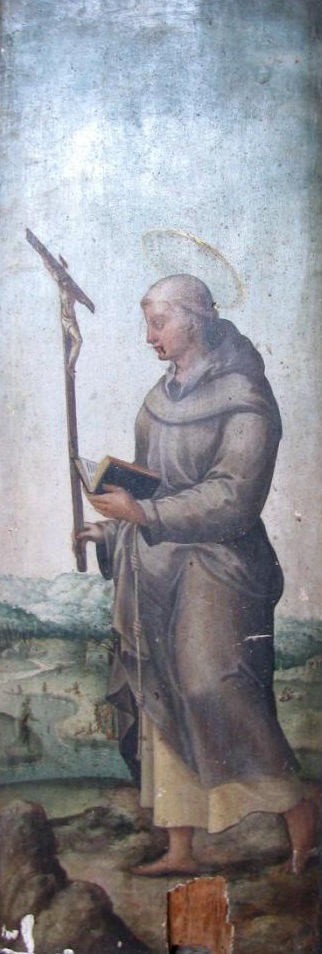
Santo AntónioConvento de Santa Clara do Funchal
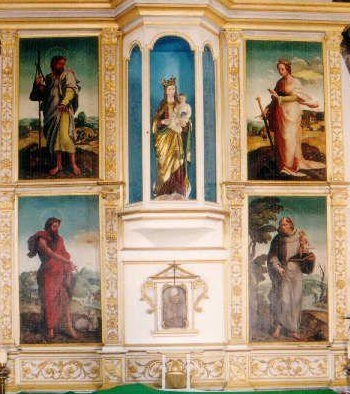
Políptico da Capela da Madre de Deus do Caniço Capela da Madre de Deus
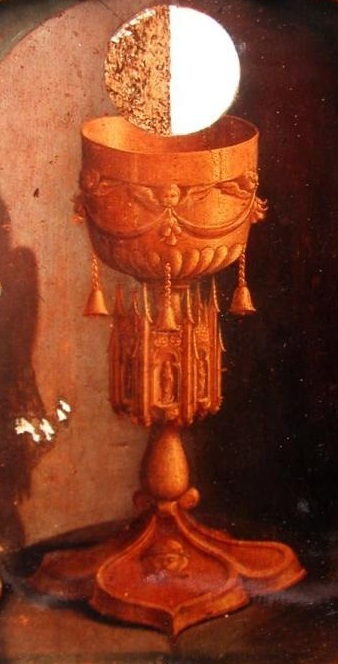
Porta de SacrárioCapela da Madre de Deus